# ザ・マニア 快感生体実験
『ザ・マニア 快感生体実験』（ざ・まにあ かいかんせいたいじっけん）は1986年に製作された滝田洋二郎監督の日本映画。

## あらすじ
女子大生の利恵は、友人の元子からのビデオレターに誘われ、汀ホテルに向かう。冬場で客の少ないリゾートホテルが、宣伝を目的とした無料招待サービスを行っているというのだ。ホテルには自分の他には支配人の添田だけしかいないにもかかわらず、夜になると階上から聞こえる妙な物音。不審に思いつつも3日間のホテル生活を満喫する利恵。だが添田の勧めで大浴場を使っていると、いきなり湯船から男が現れ、水に顔を押し付けられて気絶してしまう。目を覚ますと部屋の中には添田の他に、裸体にトランプの刺青を彫られ、鎖で囚われた女が10人。その中には元子の姿もあった。添田は偽者の支配人で、無料招待に釣られた女性客を監禁しては裸体に刺青を彫り、弄んでいたのだ。利恵も裸体にスペードのクィーンの刺青を彫られていく。最初は抵抗する利恵だったが、徐々に快感に包まれていくのだった。
利恵からのビデオレターに誘われた紀子がホテルにやって来る。紀子に気を取られた隙をついて添田を気絶させる利恵だったが、元子たちを解放することはなかった。
紀子からのビデオレターに誘われ、新たな客・サチヨがホテルにやって来る。フロントに立っていたのは、添田に代わって支配人となった利恵だった。

## キャスト
- 村上利恵：木築沙絵子
- 井上元子：橋本杏子
- 深沢文子：高原香都子
- 三田紀子：夏樹かずみ
- 森本ミキ：木村美弥子
- 女たち：井上真愉美、山本まみ、岩瀬夏美、杉下なおみ、清川鮎、浅野恵子、瀬川彩
- 安田サチヨ：安田幸子
- 尾田和夫：池島ゆたか
- 広川ツネオ：佐藤栄一
- 添田浩一：草見潤平

## スタッフ
- 企画、プロデュース：千葉好二
- 脚本：夢野史郎
- 撮影：志賀葉一
- 照明：金沢正夫
- 編集：酒井正次
- 助監督：佐藤寿保
- 監督：滝田洋二郎